# La Buhaira
La Buhaira es un barrio de Sevilla perteneciente al distrito Nervión. Posee un jardín junto a los restos de un antiguo palacio almohade y conserva las bases de los pilares de una basílica del arquitecto Aníbal González. Cerca conserva una de las puertas de acceso a la antigua plaza de toro de La Monumental.
Está situado entre el barrio de Nervión y el centro histórico. Es colindante con el barrio de San Bernardo y con la barriada de la Huerta del Pilar. Las viviendas de la zona están en bloques con bajos que albergan negocios relacionados con la hostelería.

## Palacio y jardines de la Buhaira

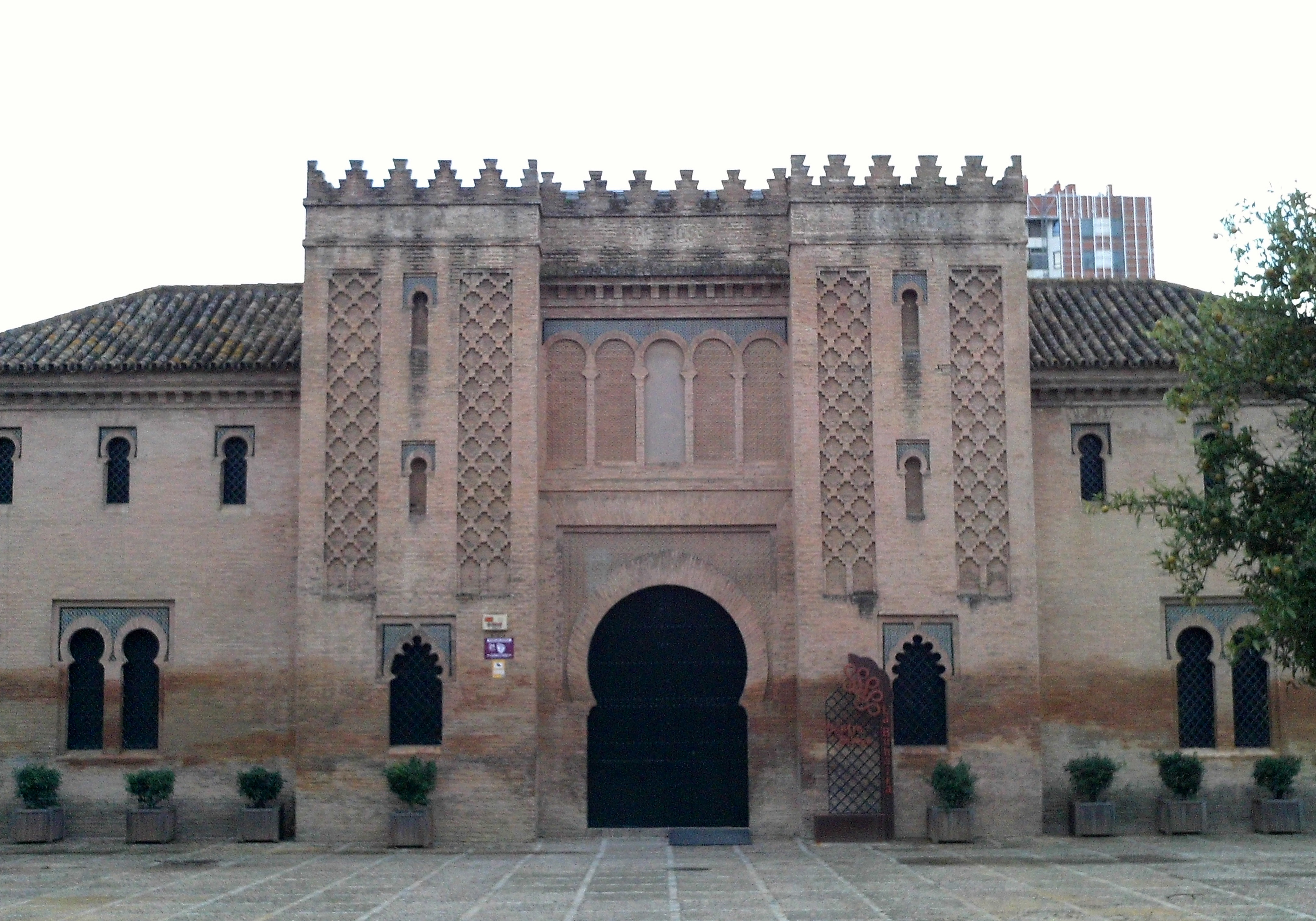
Pabellón María de los Ángeles, neomudéjar. Fachada principal.

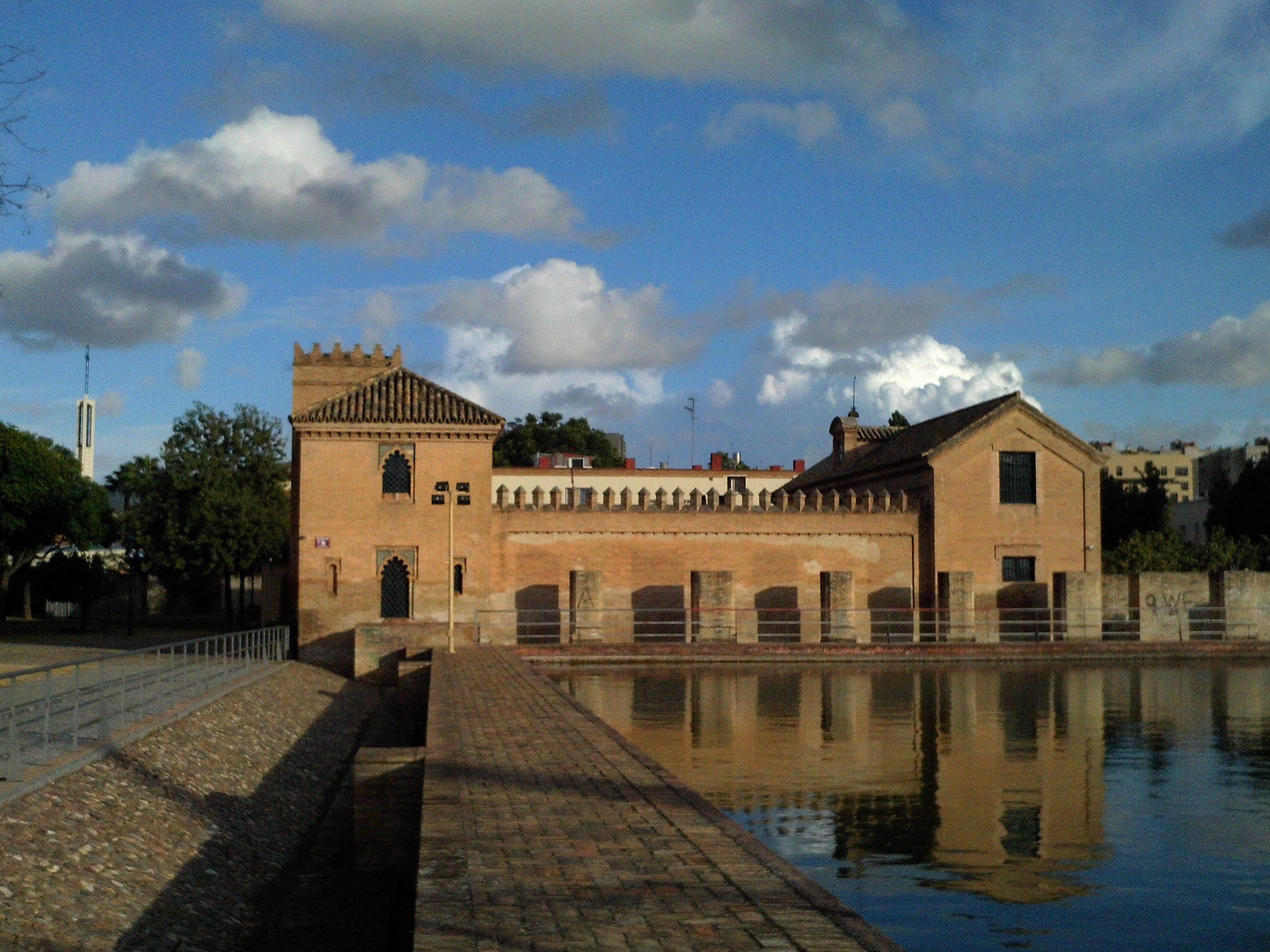
Lateral del pabellón neomudéjar, pilares del palacio almohade y alberca.

Fue en la segunda mitad del siglo XII, con los almohades, cuando el entonces califa Abu Yacub Yusuf (Yusuf I) mandará crear un palacio de recreo y jardines (almunia) en el mes de octubre de 1171 (safar del 567 H.) en las afueras de la puerta de Yahwar de Sevilla, en el sitio conocido entre la gente antiguamente por Bocado de Faraón,  e incluyó en su alineación los huertos denominados de lbn Maslama
Para la creación de este espacio «agrícola de recreo» (almunya) se  acarrearon tierras fértiles de diferentes lugares del Aljarafe sevillano, se mandaron traer desde distintos puntos de al-Ándalus olivos, viñas, perales, manzanos y demás árboles frutales exóticos e, incluso, se emplearon expertos en estos menesteres de todo el país. Los trabajos de plantación no concluyeron hasta el 592 H. (años 1194-1195).
El encargado de las edificaciones fue el alarife Abmad b. Basso. Una  vez finalizadas las obras, el conjunto quedó cercado por sus cuatro lados por una alta y potente tapia. Tal fue el interés del califa en esos trabajos que, según cuentan las crónicas, acostumbraba a salir a caballo acompañado de gente principal para observar los trabajos y recrear su vista contemplando las obras. 
Para el abastecimiento de agua se construyó un acueducto que enlazaba con el acueducto romano, reconstruido en ese mismo momento, cuyas fuente procedía de la localidad cercana de Qal'at Yabir (Alcalá de Guadaira). Esa agua se almacenaba en una gran alberca o estanque, denominada en el dialecto del norte de África "buhaira".
Durante el asedio de Fernando III el arrabal de Benialofar, al cual pertenecía la finca de la Buhayra, fue incendiado por las huestes castellanas. Tras la conquista pasaron con todos los bienes del emir a ser propiedad real conservando en los primeros tiempos el nombre de Benahofar. Alfonso X la concedió después al rey de Niebla, revirtiendo a los pocos años de nuevo a la Corona castellana, la cual según parece tuvo los terrenos en renta. Esto va a dar origen al nombre de "Huerta de Rey" como se ha conocido la zona. Posteriormente conoce en poco tiempo distintos propietarios, así, por ejemplo, pasó a manos de don Álvaro de Luna, nuevamente al rey, después a Juan de Monsalve hasta que en 1493 se documenta la venta de la Huerta a Dña. Catalina de Ribera y a su hijo D. Fadrique Enríquez, marqués de Tarifa.
El palacio almohade, del que quedan algunos restos, se trata de un pabellón rectangular construido enteramente en ladrillos, formado por cuatro pórticos de pilares ochavados y flanqueado, en sus costados, por cuatro modestas torres colocadas a modo de estribos de las arquerías. Las fachadas de poniente y occidente se modulan a partir de un amplio vano central, de mayores dimensiones que el resto, situado a eje de la gran alberca lo que provoca una fuerte disimetría en la distribución de la fachada. En el interior de este pórtico se levanta una estancia rectangular concebida en triple crujía, una central de planta rectangular y dos alcobas laterales asimétricas a las que se accede a través de un arco simple que descansa sobre pilastras. Por la fachada meridional del edificio circulan los caños que llevaban el agua al interior de la piscina y posteriormente a la zona de las huertas
Sería hacia los actuales terrenos del Colegio Portacoelli donde se extenderían mayormente los terrenos de la Buhayra y, por lo tanto, es en aquel sector donde con toda probabilidad se hallarían los otros pabellones y elementos de los que nos hablan las Crónicas.
Se conservan aún resto de la alberca; se trata de un gran estanque cuadrangular de 43 por 43 m de lado por 1,70m de profundidad media. Conforman sus paredes dos tabiques exteriores de ladrillos separados entre sí 1,85m y un conglomerante de tapial rojizo, bastante compacto, que rellena el espacio interior de esta obra. Desconocemos por dónde y cómo desaguaba esta gran balsa ya que los escasos conductos localizados que vertían el agua hacia fuera son muy posteriores. En este sentido, no podemos descartar que el pozo de campana, que se halla en el centro aproximadamente de la piscina, pudiera ocupar y reaprovechar el lugar y las construcciones de una primitiva fosa limaria. La entrada de agua al interior de la piscina se realizaba a través de una placa de mármol lisa, situada en el centro del frente sur
Junto a la alberca, en su lado sur, se ubicaba un pequeño pabellón cuadrangular, de 6.77 x 6.77 m, descubierto en el transcurso de las últimas excavaciones y del que no se tenía información alguna de su existencia. Este edificio, de estructura compositiva muy simple, se levanta exento en el eje meridional del estanque. Se halla prácticamente arrasado, y sigue los cánones de las qubbas.
Sobre los restos almohades, y probablemente reutilizándoo, se construyó un palacio mudéjar, del que no queda nada, salvo las referencias escritas.
En 1892 por encargo de María de los Ángeles Pérez Garvey se construye un pabellón neomudéjar. Tradicionalmente se ha llegado a decir que su autor fue Aníbal González pero es imposible porque en ese año el conocido arquitecto solo tenía 16 años de edad.
En 1999 se rehabilitó la zona, creándose unos amplios jardines urbanos de estilo musulmán de 35.000 metros cuadrados y el conjunto será declarado Bien de Interés Cultural.

## La basílica

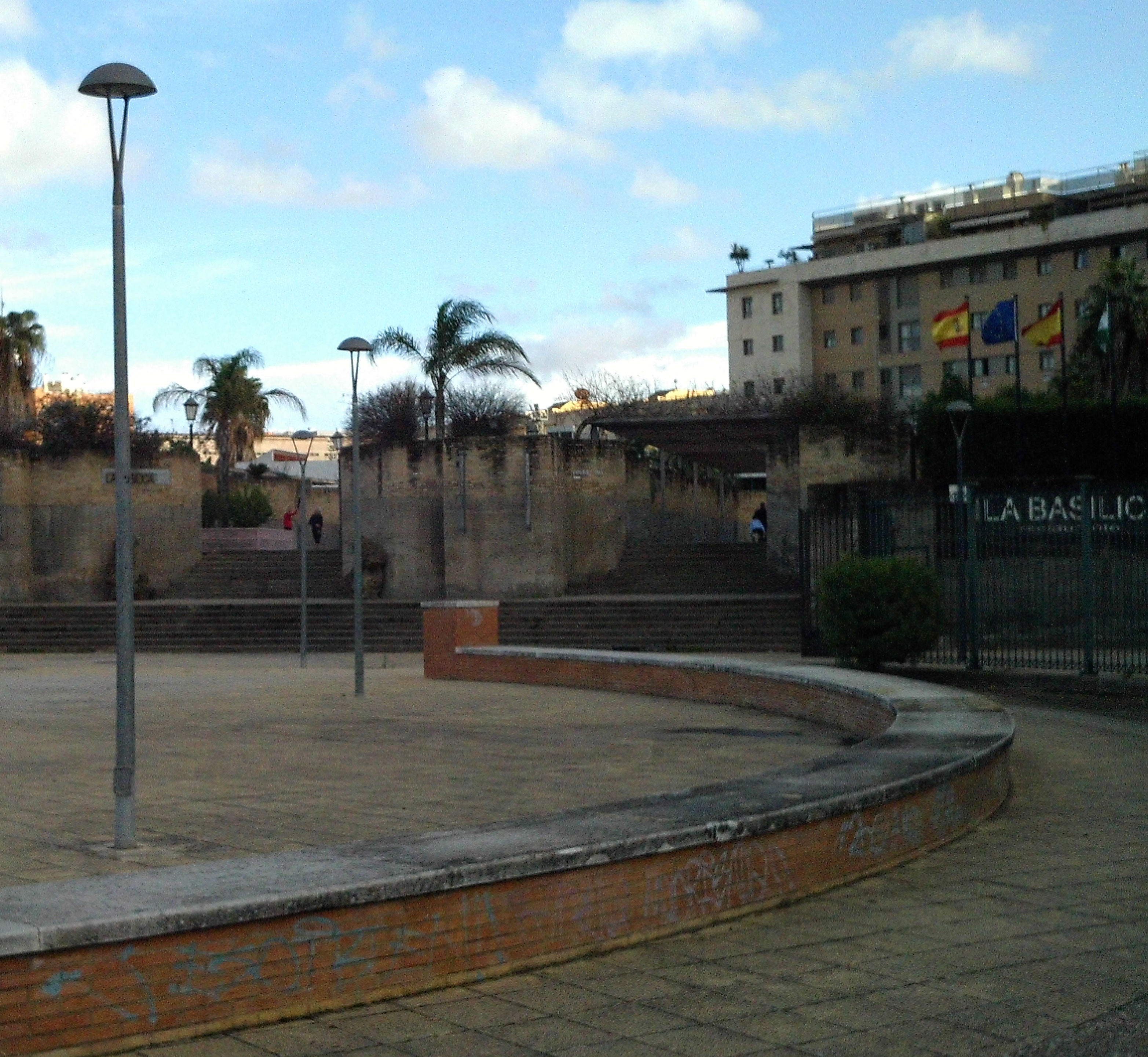
Basamentos de la basílica.

En 1928 se inició la construcción en estos terrenos de una gran basílica destinada al culto de una imagen de la Inmaculada Milagrosa de gran devoción popular, que por aquellas fechas se veneraba en una capilla de la céntrica calle Quevedo, hoy en la iglesia del Sagrado Corazón en la calle Jesús del Gran Poder. Este fervor adquirió tal dimensión que motivaría tan suntuoso proyecto, adjudicado al arquitecto más popular de Sevilla y máximo representante del movimiento regionalista en arquitectura.
Se trataba de una iglesia neogótica de unas dimensiones tales que parecía una catedral. Una gran plaza servía de acceso a la monumental fachada principal, de 45 metros de altura, flanqueada por dos torres que, con sus 100 metros de alto. La planta ocupaba un área de casi 10 000 m², lo que convertía a este templo en uno de los mayores
La primera piedra de este templo fue puesta el 5 de mayo de 1928, que contó con la presencia del rey Alfonso XIII y altas personalidades del país. A pesar de las dificultades de financiación, la obra siguió adelante con el levantamiento de los enormes basamentos, de 3 metros de altura, momento en el que se produjo la paralización y el abandono del proyecto a causa del fallecimiento de Aníbal González, el 31 de mayo de 1929.  

## El Colegio Portaceli
El Colegio del Inmaculado Corazón de María, de la Compañía de Jesús, había sido fundado en 1905 por el Padre Tarín en la Casa de los Marqueses de Villasís, en el centro de la ciudad. Su venta, en la década de los años 40, motivó el traslado a los terrenos que la Compañía poseía en la Huerta del Rey, cerca del emplazamiento del desaparecido Convento de Santo Domingo de Porta Coeli, por lo que el nuevo colegio comenzaría a ser popularmente conocido con este nombre
El abandonado proyecto de Basílica se retoma como una construcción complementaria de este nuevo complejo educativo que los jesuitas encargaron en 1947 a Antonio Illanes del Río. Iba a estar formada por una escuela de primera enseñanza de 400 plazas, un colegio de segunda enseñanza para 500 alumnos, una escuela profesional de 300 plazas, un salón de actos para 2000 asistentes, una casa de ejercicios y una residencia de religiosos.
Las dificultades económicas y la consiguiente venta de terrenos provocaron que el proyecto de la basílica y de algunas otras construcciones previstas quedaran en el papel. Limitándose la construcción a los edificios que ha seguido utilizando el Colegio.